# Selbu
Selbu is een gemeente in de Noorse provincie Trøndelag. De plaatsen Mebonden en Trøa maken deel uit van de gemeente. De gemeente telde 4098 inwoners in januari 2017. Omliggende gemeenten zijn Tydal in het zuiden en Malvik in het noorden.
Åfjord · Flatanger · Frosta · Frøya · Grong · Heim · Hitra · Holtålen · Høylandet · Inderøy · Indre Fosen · Leka · Levanger · Lierne · Malvik ·  Melhus · Meråker · Midtre Gauldal · Nærøysund · Namsos · Namsskogan · Oppdal · Orkland · Ørland · Osen · Overhalla · Rennebu · Rindal · Røros · Røyrvik · Selbu · Skaun · Snåsa · Steinkjer · Stjørdal · Trondheim · Tydal · Verdal

Fylker van Noorwegen